# Meechai Ruchuphan
Meechai Ruchuphan (thailändisch มีชัย ฤชุพันธุ์, RTGS Michai Ruechuphan, Aussprache: [miːt͡ɕaj rɯt͡ɕʰúpʰan]; * 2. Februar 1938) ist ein thailändischer konservativer Politiker und Rechtsexperte. Er war 1991 bis 1992 stellvertretender Ministerpräsident und infolge des Schwarzen Mai 1992 kurzzeitig amtierender Regierungschef Thailands. Von 1992 bis 2000 war er Präsident des thailändischen Senats und nach dem Putsch von 2006 bis 2008 Präsident der Nationalen Legislativversammlung.

## Leben und Karriere
Meechai hat an der Thammasat-Universität Jura studiert und schloss 1966 ein Masterstudium in Rechtsvergleichung an der Southern Methodist University im US-Bundesstaat Texas ab. Anschließend durchlief er das Legislative Internship Program des Staatsparlaments von Texas. Nach Thailand zurückgekehrt, wurde er Beamter beim Amt des Staatsrats. Dort stieg er zum Leiter der Abteilung für Gesetzentwürfe auf. Im Jahr 1973 wurde er zum Berater des Ministerpräsidenten Sanya Dharmasakti in Rechtsfragen berufen, im Jahr darauf dauerhaft ins Amt des Ministerpräsidenten versetzt. 1977 wurde er während der Militärherrschaft Mitglied der ernannten Nationalen Legislativversammlung und im selben Jahr stellvertretender Generalsekretär des Ministerpräsidenten.
In der Regierung von General Prem Tinsulanonda wurde er im März 1980 zum Minister im Amt des Ministerpräsidenten ernannt. Diese Position behielt er während der ganzen achtjährigen Regierungszeit Prems und auch noch unter dessen Nachfolger Chatichai Choonhavan bis Januar 1990. Von 1983 bis 1989 war er zudem Mitglied des Senats. Ab April 1991 war er Stellvertretender Ministerpräsident, zunächst unter Anand Panyarachun und dann unter dessen Nachfolger General Suchinda Kraprayoon. Parallel dazu war er Vorsitzender des Ausschusses, der die thailändische Verfassung von 1991 ausarbeitete.
Nach dem Rücktritt des Ministerpräsidenten Suchinda am 24. Mai 1992 im Zuge der Massenproteste und dem gescheiterten Versuch der Regierung, diese niederzuschlagen („Schwarzer Mai“), übernahm er bis zum 10. Juni desselben Jahres interimistisch die Amtsgeschäfte des Premierministers.
Anschließend gehörte er bis 2000 erneut dem Senat an und war sogar dessen Präsident. Als Senatspräsident stand er einem Verfassungstribunal vor, das am 22. Juli 1992 ein von der Suchinda-Regierung erlassenes (und vermutlich von Meechai selbst ausgearbeitetes) Dekret für rechtmäßig erklärte, welches die Verantwortlichen für die tödlichen Schüsse auf Demonstranten straffrei stellte. Dem in langen Beratungen und unter Beteiligung der Zivilgesellschaft ausgearbeiteten Verfassungsentwurf von 1997 stand Meechai zunächst kritisch gegenüber. Einige Regelungen erschienen ihm zu progressiv, etwa der Artikel, der jede Diskriminierung aufgrund der Herkunft verbot. Dies erschien ihm unvereinbar mit der thailändischen Kultur, zu der es eben gehöre, vor dem König auf dem Boden zu kriechen und in der es undenkbar sei, dass sich jemand unter Berufung auf die Verfassung aufrecht und mit in die Seiten gestemmten Händen dem König gegenüberstelle. Er setzte sich dann aber doch für eine Annahme des Entwurfs ein, da er unter dem Einfluss der asiatischen Wirtschaftskrise politisches Chaos im Falle einer Ablehnung befürchtete, da viele Menschen große Hoffnungen in die neue Verfassung setzten.
Nach dem Putsch im September 2006 war Meechai Ruchuphan im Jahr 2007 Vorsitzender der Nationalen Legislativversammlung, einem 242 ernannte Mitglieder umfassenden Übergangsparlament, das von der Militärregierung eingesetzt wurde. Auch Meechai galt als dem Militär nahestehend. Seine Auswahl galt als Zeichen für eine Entwicklung hin zu einer konservativen, Law-and-Order-Verfassung. Rückblickend erklärte er, dass die Verfassung von 1997 für Thailand ungeeignet gewesen sei und verglich sie mit einem Rolls-Royce, mit dem man kein Feld pflügen könne. Er behauptete außerdem, dass die Monarchie von drei verschiedenen Gruppen bedroht sei: eine würde öffentlich durch Artikel und Forschungsarbeiten infrage stellen, ob es der Monarchie noch bedürfe; eine würde anonym von im Ausland registrierten Websites Mitglieder der Königsfamilien attackieren, indem sie deren Verhalten kritisierte und unpassende Bilder veröffentliche; die dritte würde die Monarchie zum eigenen Vorteil und zu politischen Zwecken missbrauchen. Das strenge Gesetz gegen Majestätsbeleidigung müsse daher in Kraft bleiben und strikt durchgesetzt werden.
Nach einem weiteren Putsch wurde Meechai im September 2014 als einer von zwei Zivilisten in die Militärjunta berufen, die sich selbst „Nationaler Rat zur Erhaltung des Friedens“ nennt. Nachdem ein erster unter der Ägide des Militärs erarbeiteter Verfassungsentwurf gescheitert war, wurde Meechai im Oktober 2015 zum Vorsitzenden des Ausschusses zur Ausarbeitung einer neuen Verfassung ernannt.
Meechai war bis zu ihrem Tod mit Khunying Amphorn Ruchuphan (geborene Seneewongse na Ayutthaya) verheiratet. Sie haben zwei Töchter.
Der auf Thailand spezialisierte Südostasienwissenschaftler David Streckfuss nennt Meechai Ruchuphan als einen Vertreter derer „im Schatten des Charisma“, einer Gruppe von (ernannten) Politikern, führenden Geschäftsleuten und Oberschichtsangehörigen, die in der Gunst des Palasts stehen. Die Politikwissenschaftlerin Eugénie Mérieau zählt ihn neben Wissanu Krea-ngam und Borwornsak Uwanno zu den Rechtswissenschaftlern, die die juristischen Grundlagen für die autoritäre Regierungsführung in Thailand gelegt haben, und damit zu den Vertretern einer „juristisch-militärischen Allianz für illiberalen Konstitutionalismus“.